# Lightning Bryce

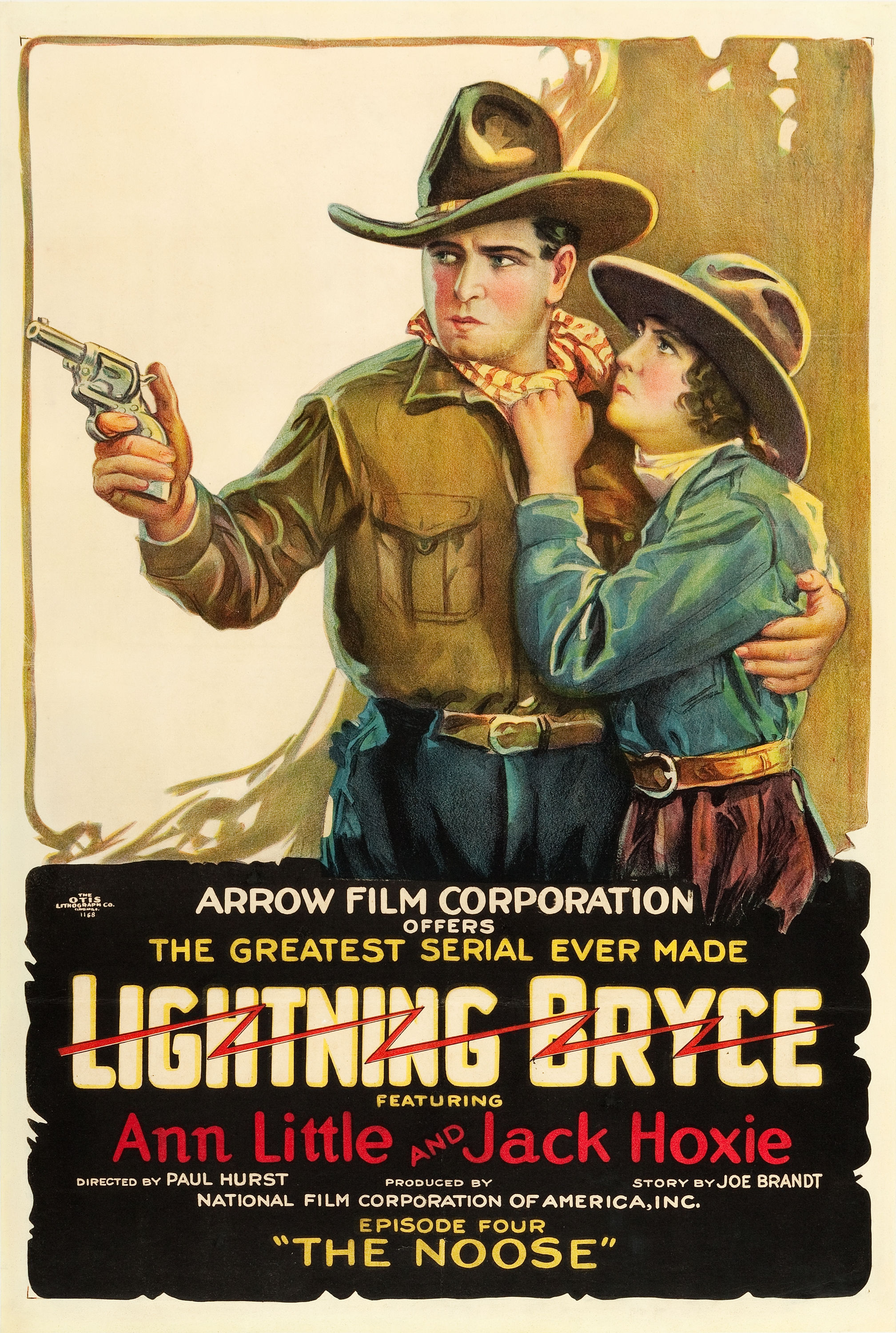
Affiche du film, avec Jack Hoxie et Ann Little.

Lightning Bryce est un film serial américain en quinze épisodes de type western réalisé par Paul Hurst. Les épisodes sont sortis entre octobre 1919 et janvier 1920.

## Liste des épisodes

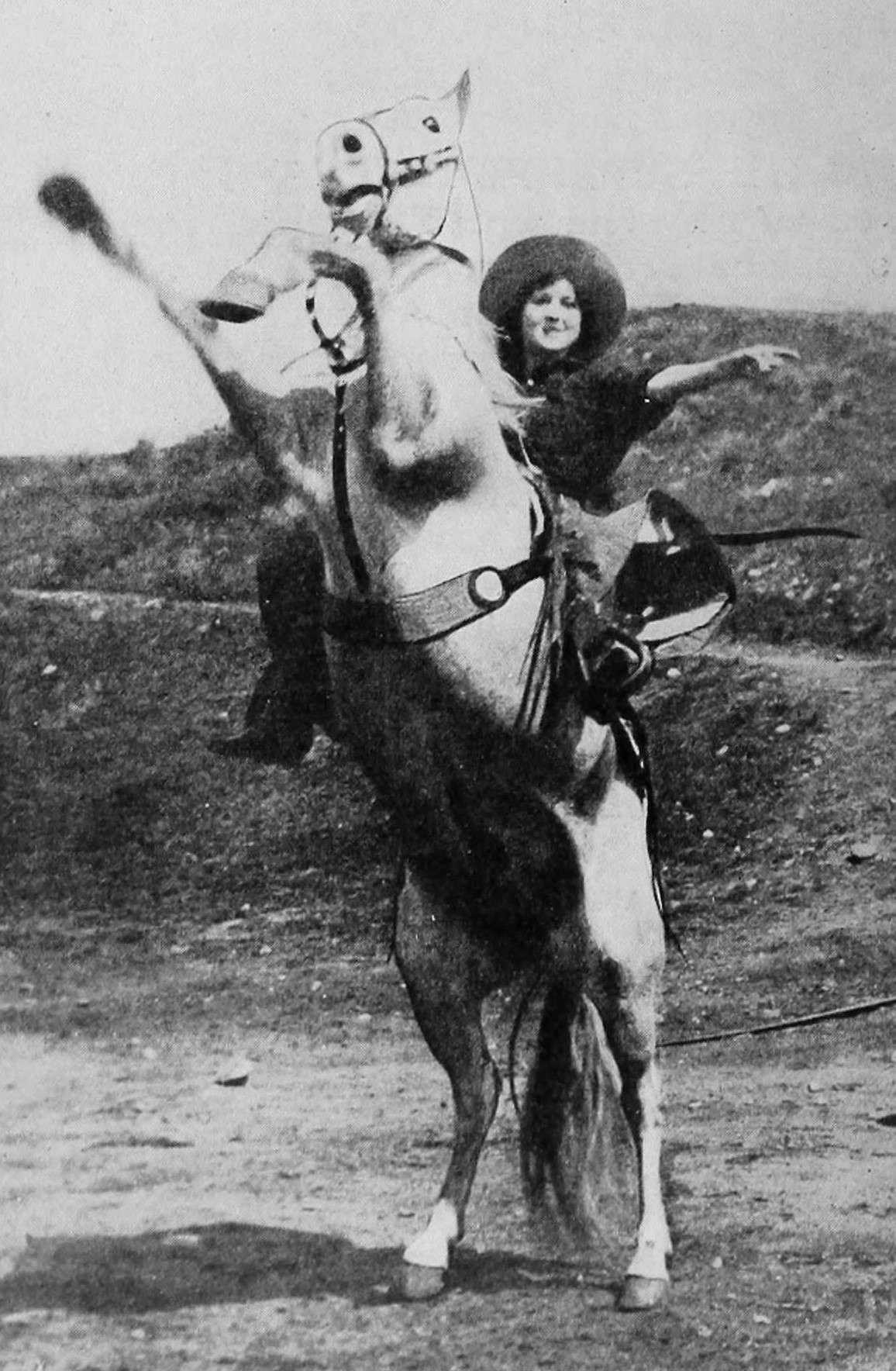
Ann Little.

1. The Scarlet Moon  - 15 octobre 1919
2. Wolf Nights - 22 octobre 1919
3. Perilous Trails - 29 octobre 1919
4. The Noose - 5 novembre 1919
5. The Dragon's Den - 12 novembre 1919
6. Robes of Destruction - 19 novembre 1919
7. Bared Fangs - 26 novembre 1919
8. The Yawning Abyss - 3 décembre 1919
9. The Voice of Conscience - 10 décembre 1919
10. Poison Waters - 17 décembre 1919
11. Walls of Flame - 24 décembre 1919
12. A Voice from the Dead - 31 décembre 1919
13. Battling Barriers - 7 janvier 1920
14. Smothering Tides - 14 janvier 1920
15. The End of the Trail - 21 janvier 1920

## Fiche technique
- Réalisation : Paul Hurst
- Scénario : Joe Brandt, Harvey Gates
- Production : National Film Corporation of America
- Distributeur : Arrow Film Corporation
- Durée : 320 minutes
- Date de sortie : entre le 15 octobre 1919 et le 21 janvier 1920

## Distribution
- Ann Little : Kate Arnold
- Jack Hoxie : Sky "Lightning" Bryce
- Paul Hurst : Powder Solvang
- Jill Woodward : the Mystery Woman
- Steve Clemente : Zambleau
- Scout : le cheval de Lightning

## Critiques
Un critique du Exhibitors Herald écrit : « ce serial a reçu plus de commentaires favorables que toute autre série jusqu'à présent. Les enfants vont l'adorer ».